# Marc Hynes
Marc Hynes (ur. 26 lutego 1978 roku w Guildford) – brytyjski kierowca wyścigowy.

## Życiorys
Brytyjczyk pierwsze kroki w karierze wyścigowej stawiał w Brytyjskiej Formule Renault oraz Vauxhall, w 1995 roku. W kolejnym sezonie kontynuował starty już wyłącznie w bardziej prestiżowym serialu francuskiej marki. Po tytuł w niej sięgnął w trzecim podejściu, w roku 1997.
W sezonie 1999 zdobył tytuł w Brytyjskiej Formule 3 oraz zwyciężył w prestiżowym wyścigu Formuły 3 Masters, dzięki czemu dostał szansę odbycia testów z zespołem Formuły 1 – British American Racing. Nie zaowocowało to jednak pracą w roli testera. Poza tym brał udział w Niemieckiej Formule 3 (bez znaczących sukcesów).
W roku 2000  wystąpił w trzech wyścigach Międzynarodowej Formuły 3000, jednak żadnej z nich nie ukończył (w tym do jednej nie zdołał się zakwalifikować). Szansę na udział w przedsionku F1 dostał jeszcze w sezonie 2003, na torze Silverstone. Tym razem udało mu się ukończyć rundę, ale na niepunktowanej pozycji. Po tym sezonie Brytyjczyk zakończył działalność w juniorskich seriach.
Na sezon 2005 Hynes wyjechał do Ameryki, gdzie rozpoczął starty w wyścigach długodystansowych – American Le Mans Series. W 2007 brał udział w pucharze Porsche, natomiast w 2008 wyjechał do Australii, gdzie zadebiutował w wyścigach samochodów turystycznych – V8 Supercars.